# Adiponectina
La adiponectina (también conocida como Acrp30, Adiponectin30, AdipoQ, apM1 o GBP28) es una hormona sintetizada por el tejido adiposo que participa en el metabolismo de la glucosa y los ácidos grasos. Es la adipoquina (sustancias derivadas de los adipocitos) más abundante secretada por los adipocitos. Inicialmente se pensaba que su síntesis estaba limitada exclusivamente al tejido adiposo; sin embargo algunos trabajos sugieren que puede ser secretada por otros tejidos, como por ejemplo, los cardiomiocitos. Fue descrita por primera vez en 1995.
Diversos estudios han comprobado que la adiponectina aumenta la sensibilidad a la insulina en diversos tejidos como hígado, músculo esquelético y tejido adiposo. Los niveles circulantes de adiponectina son inversamente proporcionales al porcentaje de grasa corporal. Las concentraciones de adiponectina se pueden encontrar alteradas en diversas patologías; así sus niveles se encuentran reducidos en la obesidad, diabetes mellitus de tipo 2 y la enfermedad arterial coronaria, pudiendo ser indicativo de un peor pronóstico de dichas enfermedades. En la periodontitis se constata un nivel bajo de adiponectinas, y su aumento mitiga esta afección debido a sus propiedades antiinflamatorias.
Un estudio reciente llevado a cabo en la población sarda (Cerdeña), en el que se realizaron estudios de asociación de variantes genéticas a diferentes marcadores inflamatorios (VSG, proteína C reactiva, adiponectina, etcétera), muestra la asociación de SNPs en el gen STAB1 con los niveles de adiponectina séricos. Este gen codifica para una proteína que actúa como receptor de partículas remanentes tipo LDL, y del que se ha descrito un posible papel en angiogénesis.
La adiponectina es una de las proteínas plasmáticas más abundantes, constituyendo el 0,01 % de las proteínas plasmáticas totales. Las concentraciones plasmáticas de adiponectina rondan los 5-10 μg/mL y presentan dimorfismo sexual, ya que las mujeres presentan niveles de esta hormona superiores a los hombres.

## Estructura molecular
La adiponectina es una proteína de 244 aminoácidos (Mr 30 kDa) codificada por el gen APN localizado en el cromosoma 3. Consta de 4 dominios. El primer dominio es un péptido señal situado en la zona amino-terminal que permite la secreción de la hormona al exterior de los adipocitos; el segundo dominio es una región de 28 aminoácidos que varía entre especies; el tercer dominio es un dominio colágeno constituido por 22 tripletes glicina-X-tirosina; y por último, un dominio globular en la región carboxi-terminal.
Las moléculas de adiponectina se agrupan entre sí formando trímeros, hexámeros y polímeros. La adiponectina monomérica no se ha detectado en la circulación sanguínea y su presencia parece confinada al adipocito.

## Receptores de adiponectina
Existen dos receptores conocidos de la adiponectina, llamados AdipoR1 y AdipoR2, que se expresan en tejidos sensibles a la insulina, como el músculo esquelético, hígado, páncreas o tejido adiposo.
La unión de la adiponectina a sus receptores aumenta la actividad de la proteinquinasa dependiente de AMP (AMPK) y el receptor alpha activado por proliferador de peroxisoma (PPAR-alpha), favoreciendo la oxidación de ácidos grasos y la entrada de glucosa en los tejidos.